# Tellina elucens
Tellina elucens är en musselart som beskrevs av Jesse Wedgwood Mighels 1845. Tellina elucens ingår i släktet Tellina och familjen Tellinidae. Inga underarter finns listade i Catalogue of Life.